# WSOF 25
WSOF 25: Lightweight Tournament foi um evento de artes marciais mistas promovido pelo World Series of Fighting, ocorrido em 20 de novembro de 2015 no Comerica Theatre em Phoenix, Arizona. O evento foi transmitido ao vivo na NBC Sports Network nos EUA e na Fight Network no Canadá.

## Background
Este evento, realizado em sistema eliminatório, contou com a participação de oito lutadores da categoria Peso Leve. Todos os confrontos foram realizados na mesma noite, e o vencedor da final seria coroado como desafiante número um ao cinturão da categoria.
Em 24 de Agosto de 2015 foram anunciados os nomes dos competidores do torneio, com os seguintes lutadores: Islam Mamedov, Mike Ricci, João Zeferino, Rich Patishnock, Jorge Patino, Brian Cobb, Brian Foster e Luis Palomino. Posteriormente ao anúncio, Brian Cobb foi substituído por Joe Condon.